# 下一個經濟盛世
《下一個經濟盛世》是2001年由艾略特·艾滕伯格（Elliott Ettenberg）所寫的一本商業書籍。艾滕伯格認為在美國受到九一一袭击事件後，傳統的行銷4P：产品（Product）、价格（Price）、通路（Place）、促銷（Promotion）已經很難決定消费市场左右，因此創刊《下一個經濟盛世》（The Next Economy），並提出所謂的行銷4R觀念。在艾滕伯格所提出的行銷4R中，分別是指關係（Relationship）、節省（Retrenchment）、關聯（Relevancy）以及回報（Rewards），當然此種組合也和其它营销组合一樣也有其不足和缺陷。